# Tăng Quốc Phiên
Tăng Quốc Phiên (1811 – 1872) (giản thể: 曾国藩; phồn thể: 曾國藩; bính âm: Zēng Guófān, Wade-Giles: Tseng Kuo-fan), tên tự là Bá Hàm, hiệu là Điều Sinh, người Tương Hương, tỉnh Hồ Nam, đỗ Tiến sĩ triều Đạo Quang, giữ chức vụ Thị lang các bộ Binh, Lễ, Lại, Hình, đồng thời là một Nho gia theo phái Đông Thành, nhân vật tiêu biểu của địa chủ người Hán, sau được bổ nhiệm chức Nội các Học sĩ trong Triều đình Mãn Thanh. Ông là tướng lĩnh chỉ huy Tương quân (đoàn quân khởi phát ở Tương Hương), cánh quân chủ lực trong cuộc chiến chống quân Thái Bình Thiên Quốc. Tăng Quốc Phiên cùng với Tả Tông Đường và Lý Hồng Chương là ba nhân vật người Hán có quyền thế và ảnh hưởng lớn đến Trung Quốc cuối thời nhà Thanh.

## Lập Tương quân
Tương quân của Tăng Quốc Phiên có thành phần hầu hết là nông dân địa phương, được lãnh đạo bởi tầng lớp có học – hầu hết các tướng lĩnh thân cận của Tăng đều đỗ đạt, bản thân Tăng đỗ Tiến sĩ và là một danh nho nổi tiếng. Tương quân lấy phương châm bảo vệ xóm làng, nêu cao truyền thống Khổng học, tướng sĩ một lòng phụ tử, nên trở thành đạo quân thiện chiến, có kỷ luật bậc nhất trong biên chế quân đội Thanh triều. Điều đó một phần đến từ chế độ bổng lộc hậu hĩnh cho nhân sự của lực lượng này: một binh lính thuộc Tương quân được trả 4 lạng bạc rưỡi mỗi tháng (gấp 10 lần lương một người giúp việc nhà), trong khi một chỉ huy cấp tiểu đoàn nhận 50 lạng hàng tháng cộng với 150 lạng bạc cho các chi phí khác.
Sau khi được thành lập, Tăng Quốc Phiên và Trương Lượng Cơ điều phái 2000 quân đất Tương, 2000 quân đất Sở cùng 600 doanh binh đến cứu Giang Tây nhưng bất thành. Tăng Quốc Phiên xin triều đình cho thành lập Tương quân và chuyển quân từ Trường Sa tới Hàng Châu, đóng gấp chiến thuyền, thành lập thủy sư. Phiên cho đóng thử nhiều lần, cuối cùng mới quyết định đóng ba loại thuyền: loại thứ nhất gọi là Khoái Giải (con giải lẹ làng), hình dáng to bự cần đến 28 tay chèo, 8 tay lái. Loại thứ nhì gọi là Trường Long (con rồng dài) nhỏ hơn Khoái Giải một chút, cần đến 16 tay chèo, 4 tay lái. Còn loại thứ ba gọi là Tam Bản, nhỏ xíu, chỉ cần có 10 tay chèo. Trên mỗi thuyền, đều có một thuyền trưởng chỉ huy, ba tay pháo thủ, hai tay cai chèo, một tay chánh lái và một tay phó lái. Khoái Giải là thuyền dành cho đại bản doanh của doanh quan. Trường long dùng làm chính tiêu, còn Tam Bản dùng làm phó tiêu.
Khi được phép Tăng Quốc Phiên chiêu mộ thủy quân 5000 người chia làm 10 doanh trong đó 6 doanh là quân mộ từ Hàng châu do Thành Danh Tiêu, Bành Ngọc Lân, Chư Điện Nguyên, Dương Tải Phúc, Trâu Hán Chương, Long Hiến Thám, Chử Nhữ Hàng, Hạ Loan, Hồ Gia Viên, Hồ Tác Lâm chỉ huy. Sau đó tuyển mộ thêm 5000 lục quân chia làm 13 doanh do Châu Phụng Sơn, Sư Mai Cung, Lâm Nguyên Ân, Trâu Thế Kỳ, Trâu Thọ Xương, Dương Danh Thăng, và Tăng Quốc Bảo. Tổng cộng có hơn 1 vạn quân do chính Tăng Quốc Phiên chỉ huy. Vào tháng 4 năm 1854, sau khi định đô tại Thiên Kinh (tức Nam Kinh), đại quân Tây chinh Thái Bình Thiên Quốc đã đón đầu đánh Tương quân tại Tĩnh Cảng, Tăng Quốc Phiên đại bại nhảy xuống sông tự sát nhưng không thành.

## Vây An Khánh
Mùa xuân năm 1860, Tăng Quốc Phiên đích thân dẫn 8 vạn quân chủ lực của quân Tương, chia làm 4 đường, 1 lần nữa tấn công An Huy, bao vây thủ phủ An Khánh, bức bình phong che chở cho Thiên Kinh ở phía tây. Lộ quân tiến đánh Giang Ninh được Tăng Quốc Thuyên thống lãnh có hai lộ thủy sư Dương Tải Phúc và Bành Ngọc Lân phụ tá. Lộ quân tiến chiếm Giang Tô do Lý Hồng Chương chỉ huy có thủy sư Hoàng Dực Thăng phụ tá. Lộ quân khôi phục Chiết Giang quy cho Tả Tông Đường điêu khiển, có Niết ty Quảng Tây là Tưởng Ích Phong được biệt phái đem quân bản bộ trước đây trợ chiến. Ngoài ra ở nhiều vùng khác, suốt giải Lư Châu thì giao cho Đa Long A, suốt giải Ninh Quốc giao cho Bào Siêu, suốt giải Dự Châu giao cho Lý Tục Nghi lúc đó đã được điều nhiệm Tuần phủ An Huy.
Quân Thái Bình quyết định áp dụng chiến thuật "vây Nguỵ cứu Triệu" đem quân đánh Vũ Hán. Tháng 3, Trần Ngọc Thành đem quân từ Đông Thành, men theo bờ bắc Trường Giang, tiến quân hỏa tốc sang phía Tây, chỉ trong 12 ngày liên tục đã chiếm đánh Hoắc Sơn, Anh Sơn tỉnh An Huy, tiếp tục đến Hồ Bắc tiến đánh Hàng Châu cách Vũ Hán chỉ 80 km. Việc quân Thái Bình đột nhiên tiến công sang phía Tây làm Tương quân hết sức lo sợ. Hồ Lâm Dực lúc đó đang ở tận An Huy nhưng bụng lo như lửa đốt, đến nỗi khạc ra máu, gào lên tự trách mình: "Kẻ ngu đánh cờ, lo mà không biết giữ nhà". Quân Thanh trong thành Vũ Xương lại càng hoảng loạn, bó tay chờ mất.
Vào thời gian ấy, các đế quốc ngang nhiên công khai can thiệp. Đầu tháng 3, Lãnh sự Anh là Frederick Bruce đưa quân hạm Anh xông thẳng vào Hán Khẩu. Khi quân Thái Bình đánh chiếm Hàng Châu (Chiết Giang), Bruce cũng đến Hàng Châu đe doạ rằng:"Nếu quân Thái Bình còn tiếp tục tiến lên, và tiến công Vũ Hán, sẽ gây thiệt hại cho lợi ích thương mại của Anh Quốc, nước Anh không thể không can thiệp". Bruce ngang ngược đòi quân Thái Bình phải rút xa khỏi nơi ấy, buộc Trần Ngọc Thành phải chấm dứt tiến công. Do vậy quân Thanh ở Vũ Hán từ chỗ mất nay được sống lại. Kế hoạch "vây Ngụy cứu Triệu" thất bại, An Khánh bị Tương quân cô lập, tình thế càng thêm nguy hiểm cho Thái Bình Thiên Quốc.
Tháng 4, Trần Ngọc Thành phải đưa quân quay về cứu An Khánh. Quân của Trần Ngọc Thành và quân của Can Vương Hồng Nhân Can gặp nhau tại Đồng Khánh, cùng nhau phối hợp cứu An Khánh. Quân Thái Bình một mặt vào thành trợ chiến, mặt khác thành lập 18 doanh lũy men theo hồ xung quanh thành tạo thành thế đối kháng với Tương quân. Hai bên huyết chiến nhiều ngày nhưng do chiến đấu lâu ngày, cuối cùng quân Thái Bình không thành công, An Khánh thất thủ vì đạn hết, lương cạn. Quân của Trần Ngọc Thành từ ngoài thành nhìn vào thấy trong thành An Khánh như một biển lửa, chỉ còn biết lặng lẽ bỏ đi. Sau khi An Khánh, Hàng Châu bị mất, quân Thái Bình xem như mất tấm bình phong che chắn ở phía Đông Nam, Thiên Kinh ngày càng trở nên cô lập, sự thất bại đã thấy rõ và không còn đảo ngược được nữa.

## Công hạ Thiên kinh
Sau khi khắc phục An Khánh, Tăng Quốc Thuyên dọc sông trẩy xuống Giang Ninh. Thuyên bàn tính với Dương Tải Phúc điều động thủy sư chinh tiễn. Các tướng Thái Bình Trung Vương Lý Tú Thành, Thị Vương Lý Thế Hiền đại bại đành phải chạy trốn vào Giang Tây đánh cướp Thụy Châu. Lúc này, Tuần phủ Chiết Giang đã cải nhiệm về tay Vương Hữu Linh. Bị quân Thái Bình tấn công, Linh cố thủ được vài tháng, hết đường cứu viện, đành phải cắn ngón tay lấy máu viết thư, cho người chạy tới An Huy cầu viện.
Tăng Quốc Phiên lúc đó đang phải nỗ lực đối phó về mặt Giang Huân, nên không thể chia quân tới viện. Phiên đành phải thúc giục Tả Tông Đường đem quân từ Cống Châu tới cứu. Nhưng quân của Tả chưa tới nơi thì thành đã mất. Để mất Chiết Giang, Tăng Quốc Phiên tự nhận lỗi lớn tại mình, tự xin nghiêm trị. Thế nhưng chiếu chỉ từ trong kinh, đã chẳng những khoan miễn mà còn thăng Phiên lên chức Hiệp biện Đại học sĩ, đồng thời sai Tả Tông Đường làm Tuần phủ Chiết Giang, hợp tác với Phiên để hoạch định đại cuộc.
Đứng trước tờ chiếu đặc biệt này, Tăng Quốc Phiên vô cùng cảm kích, do đó càng cố gắng đem hết tâm lực để đền báo. Trước hết, Phiên yết bảng cầu người tài. Ấy cũng vì đó mà một nhân tài xuất hiện,đó là Lý Hồng Chương.
Tăng Quốc Phiên sai Lý Hồng Chương quay về An Huy chiêu mộ đạo quân nghĩa dũng, chiếu theo bình chế Tương quân lúc trước mà tổ chức, để huấn luyện cho nghĩa quân vùng Hoài, Từ. Phiên lại chọn mấy danh tướng của Tương quân như Trinh Học Khải, Quách Tùng Lâm để giúp Chương. Lý Hồng Chương sau khi tuyển mộ dân binh, hết tâm huấn luyện tổ chức thành một đại đội hương dũng quân gọi là Hoài quân, dùng làm hậu ứng cho Tương quân. Tháng hai năm thứ nhất niên hiệu Đồng Trị, Chương đem quân Hoài dũng đến An Khánh, Tăng Quốc Thuyên cùng với Tăng Quốc Bảo cũng đem quân Tương dũng kéo sang. Tăng Quốc Phiên quản hạt miền Đông Nam lúc này mới có đủ tinh binh mãnh tướng thực hiện được cái hoài bão "Bình Tây sát Tả" của mình nghĩa là đuổi cho bằng hết bọn quỷ trắng phương Tây và diệt cho kỳ sạch bọn tà đạo ma giáo ngoại lai.
Quân nhiều lương đủ, Tăng Quốc Phiên liền phân binh nhiệm để phát động một chiến dịch đại quy mô tiêu diệt quân Thái Bình. Lộ quân tiến đánh Giang Ninh được Tăng Quốc Thuyên thống lãnh, có hai lộ thủy sư Dương Tải Phúc và Bành Ngọc Lân phụ tá. Lộ quân tiến chiếm Giang Tô do Lý Hồng Chương chỉ huy có thủy sư Hoàng Dực Thăng phụ tá. Lộ quân khôi phục Chiết Giang do Tả Tông Đường điêu khiển, có Niết ty Quảng Tây là Tưởng Ích Phong được biệt phái đem quân bản bộ trước đây trợ chiến. Ngoài ra ở nhiều vùng khác, suốt giải Lư Châu thì giao cho Đa Long A, suốt giải Ninh Quốc giao cho Bào Siêu, suốt giải Dự Châu giao cho Lý Tục Nghi lúc đó đã được điều nhiệm tuần phủ An Huy.
Tất cả những lộ quân quan trọng trong việc chỉnh tiễn tiêu diệt quân tóc dài này đều do Tăng Quốc Phiên thống lĩnh. Ngoài những lộ quân này ra ta còn thấy một số đơn vị khác tuy không nằm trong hệ thống chỉ huy trực tiếp của Tăng Đại soái nhưng vẫn nằm trong kế hoạch diệt địch chúng của ông, đó là Viên Giáp Tam ở Hoài Thượng, Đô Hưng A ở Dương Châu, Phùng Tử Tài ở Trấn Giang. Nhờ đó quân Tương Hoài chỉ trong vòng mấy tháng đã trở thành đông đảo rộng lớn lẫy lừng... Tướng Thái Bình Trần Ngọc Thành (Tứ Nhãn Cẩu) bị Đa Long A đánh bại, về sau bị hành quyết tại phủ Vệ Huy, tỉnh Hà Nam. Ngọc Thành chết, quân Thái Nình mất một danh tướng, miền Sở Hoãn mất một tay cự phách chống quân Thanh. Đã thế mặt Ninh Quốc bị Bào Siêu công phá, đuối Phụ Vương Dương Phụ Thanh chạy dài...
Năm 1862, Tăng Quốc Thuyên (em Tăng Quốc Phiên) kéo 5 vạn tinh binh bao vây Thiên Kinh. Tháng 5 năm 1864, Tương quân tấn công và chiếm được Thiên Kinh sau nhiều trận chiến ác liệt. Trong vòng 3 ngày sau đó, quân Thanh chém hơn 10 vạn người trong thành. Cuộc khởi nghĩa nông dân của Thái Bình Thiên Quốc kéo dài được 14 năm, quân đội tung hoành khắp mười mấy tỉnh, ảnh hưởng đến toàn quốc, tiếng tăm oanh liệt, tới đây xem như thất bại. Sau khi bình định Thiên Kinh, Tăng Quốc Phiên được Thanh triều bổ nhậm Tổng đốc Lưỡng Giang (An Huy, Giang Tây, Giang Tô), hàm Thái tử Thái bảo, phong Nhất đẳng Dũng Nghị hầu, trở thành văn nhân có tước vị cao nhất trong lịch sử triều Thanh, là một nhân vật có sự nghiệp hiển hách trong thời cận đại và cũng gây nhiều tranh nghị trong lịch sử.

## Phong trào Dương vụ
Tăng Quốc Phiên xuất thân là một người Hán nhưng với tài năng về mặt chính trị, quân sự và văn chương của mình, ông đã từng bước đảm nhiệm các chức vụ quan trọng trong Triều đình nhà Thanh, giành được sự tin tưởng của tập đoàn thống trị Mãn Thanh và trở thành một trong ba vị đại thần cao nhất của triều đình (hai người còn lại là Tả Tông Đường và Lý Hồng Chương). Với vị trí là Tổng đốc Lưỡng Giang và Trực Lệ Tổng đốc, Tăng đã nỗ lực hết sức mình nhằm cải tiến lại bộ máy luật lệ đã cũ nát, vận động đổi mới chính trị, giảm thuế. Ông cũng là người chủ trương chính sách nhượng bộ thỏa hiệp với các nước đế quốc phương Tây, dựa vào đó chủ trương cuộc vận động "Đồng Trị trung hưng", nhằm vào hệ thống giáo điều cũ rích của chính quyền nhà Thanh.
Nhờ tiếp xúc với những người đã ra nước ngoài du học như Dung Hoằng, tiếp thu tư tưởng canh tân ông trở thành một trong những người đầu tiên xúc tiến cuộc vận động Dương vụ thời kỳ đầu (1865 – 1872) với ý đồ gửi sinh viên sang Mĩ du học, nhằm tìm hiểu và học tập kĩ thuật quân sự cũng như nhập vũ khí từ các nước phương Tây, tăng cường sức mạnh quân sự trong nước, thành lập công xưởng sản xuất vũ khí với kĩ thuật Tây Dương đầu tiên ở An Khánh (An Huy), đặt nền móng cho việc xây dựng Giang Nam công xưởng.
Trong suốt thời kì làm quan, ông còn góp phần bồi dưỡng, đào tạo nhiều vị quan lại cho triều đình, trong thời gian lãnh đạo Tương quân đã từng tiến cử Tả Tông Đường giữ chức Tuần phủ Triết Giang, Thẩm Bảo Trinh giữ chức Tuần phủ Giang Tây, sau đó làm Thuyền chính đại thần. Một trong những người xuất sắc nhất là Lý Hồng Chương, tướng lĩnh chỉ huy Hoài quân (trong cuộc chiến Thái Bình Thiên Quốc), Tổng đốc Lưỡng Quảng, Bắc Dương đại thần; Tăng Quốc Thuyên, em trai của ông, tướng lĩnh Tương quân, Tổng đốc Lưỡng Giang kiêm Nam Dương đại thần; Tăng Kỷ Trạch (con trai cả của ông), Công sứ Trung Hoa tại Anh, Pháp (1878 – 1880), Tổng lý quốc sự vụ đại thần (1880 – 1885). Ông cũng là 1 nhà tư tưởng ái quốc nổi tiếng thời cận đại, về ông có rất nhiều ý kiến đánh giá trái chiều, có tốt, có xấu. Các tác phẩm của ông gồm "Tăng Văn Chính Công toàn tập"(174 cuốn), "Tăng Văn Chính Công thủ thư nhật ký"(40 cuốn).